# Velgen
Velgen ist ein Ortsteil der Gemeinde Hanstedt in der Samtgemeinde Bevensen-Ebstorf im niedersächsischen Landkreis Uelzen.
Velgen gehört zur Kirchengemeinde St. Georg in Hanstedt.

## Geografie und Verkehrsanbindung
Velgen liegt nordöstlich des Kernortes Hanstedt I an der Landesstraße L 233. Das 250 Hektar große Naturschutzgebiet Schierbruch und Forellenbachtal liegt nördlich.

## Sehenswürdigkeiten
Für Velgen sind fünf Baudenkmale ausgewiesen (siehe Liste der Baudenkmale in Hanstedt (Landkreis Uelzen)).

## Persönlichkeiten, die vor Ort gewirkt haben
- Konrad von Dressler (1885–1955), Gutsbesitzer, Jurist und Politiker; lebte zuletzt in Velgen, wo er das Amt des Bürgermeisters bekleidete